# Geostiba egrisica
Geostiba egrisica – gatunek chrząszcza z rodziny kusakowatych i podrodziny rydzenic.
Gatunek ten opisany został po raz pierwszy w 2021 roku przez Volkera Assinga na łamach „Contributions to Entomology”. Jako lokalizację typową wskazano północne okolice Lebarde-Tal w rejonie Martwili w gruzińskim regionie Megrelia-Górna Swanetia. Epitet gatunkowy odnosi się do pasma Egrisi, w którym leży miejsce typowe.
Chrząszcz o wydłużonym ciele długości od 2,2 do 3,2 mm. Głowa jest ruda do rudobrązowej z żółtoczerwonymi czułkami. Oczy są silnie uwstecznione, pozbawione fasetek. Przedplecze i pokrywy mają barwę głowy. U samca pokrywy mają ostre żeberko wzdłuż szwu i parę płytkich wcisków. Odnóża mają żółte ubarwienie. Rudy do rudobrązowego odwłok ma ósmy sternit u samicy szeroko na tylnym brzegu zaokrąglony z wklęśnięciem pośrodku, a u samca słabo i tępo wyciągnięty. Na powierzchni siódmego tergitu samca występuje para ukośnych, V-kształtnie ku tyłowi zbieżnych guzków środkowych. Genitalia samca mają edeagus o woreczku wewnętrznym pozbawionym kolców i zaopatrzonym w bardzo krótkie flagellum.
Gatunek palearktyczny, znany wyłącznie z Megrelii-Górnej Swanetii. Spotykany na pobrzeżach wilgotnych lasów liściastych na rzędnych od 540 do 580 m n.p.m. Bytuje w ściółce.